# Алексєєв Олександр Іванович (співак)
Алексє́єв Олекса́ндр Іва́нович (20 жовтня 1895, місто Фергана — 23 червня 1939, місто Москва) — російський оперний співак, ліричний тенор, з
заслужений артист РРФСР (1937).

## Життєпис
В 1913—1917 роках брав активну участь в організації любительських концертів в Удмуртії, в Іжевську — в Цивільному клубі, залі жіночої гімназії, на Офіцерських зборах. Виконував романси П. І. Чайковського, арії з опер Джузеппе Верді, пісню Торопа з «Аскольдової могили» О. М. Верстовського.
На оперній сцені з 1919 року. 1925—1939 — соліст Великого театру у Москві. Серед його партій: Ленський («Євгеній Онєгін» П. І. Чайковського), Альмавіва («Севільський цирульник» Дж. Россіні), Лоенгрін («Лоенгрін» Р. Вагнера), Левко («Травнева ніч» М. А. Римського-Корсакова).